# Stefan Lochner

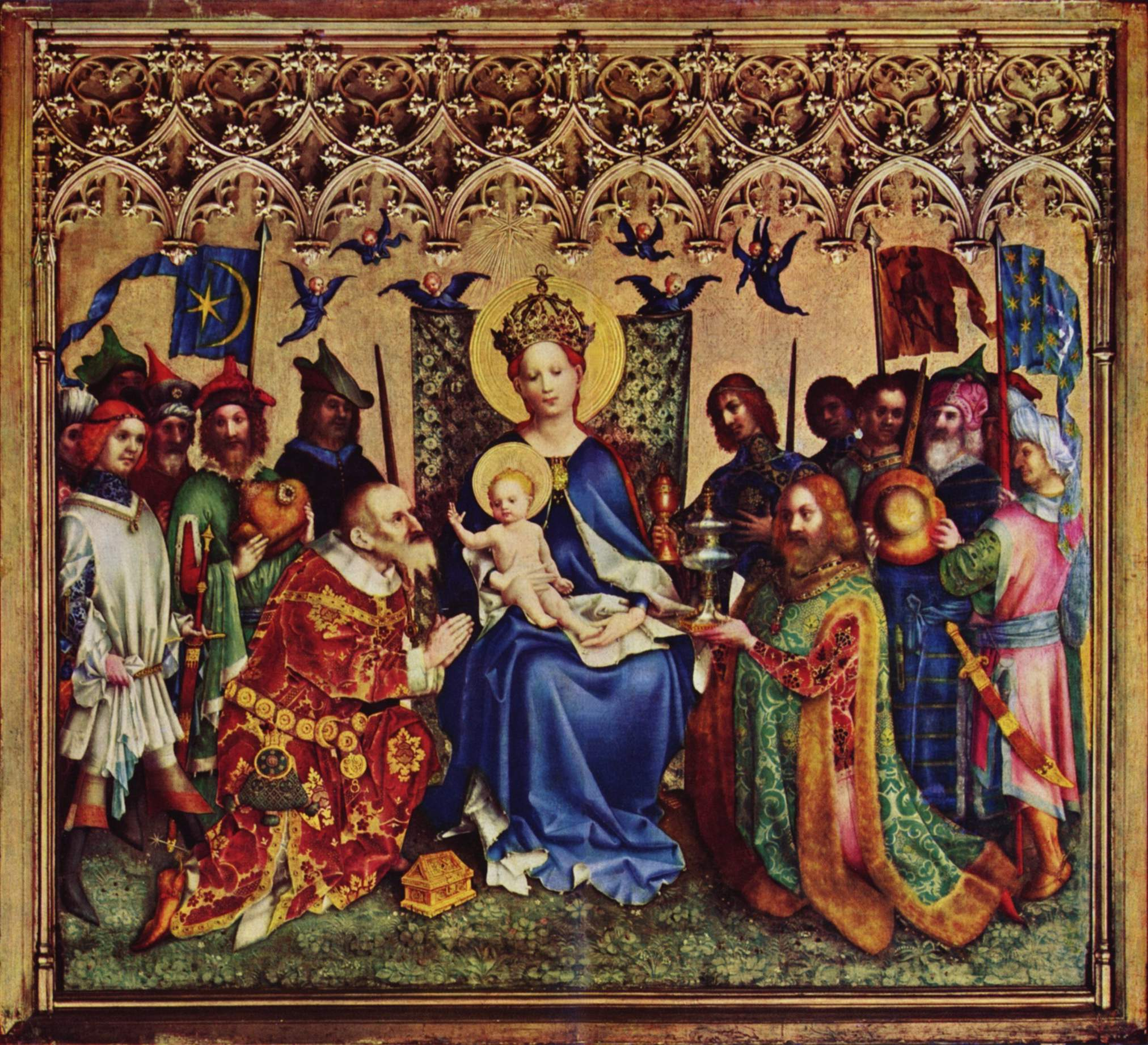
Middenpaneel van het Driekoningenaltaar, ca. 1440, Dom, Keulen

Stefan Lochner (Meersburg am Bodensee, ca. 1410 - Keulen, 1451) was een Duits kunstschilder en miniaturist die vanaf 1442 tot zijn dood actief was in de omgeving van Keulen en werkte in de stijl van de internationale gotiek, in Duitsland de "weke stijl" genoemd. Hij is vooral bekend voor zijn mystieke religieuze schilderijen.
De associatie van deze Stefan Lochner uit de Bodensee-regio met de belangrijke meester die in Keulen werkte, met de aanduiding Meister Stefan, tussen 1430 en 1450 wordt door een aantal kunsthistorici betwijfeld.

## Biografie

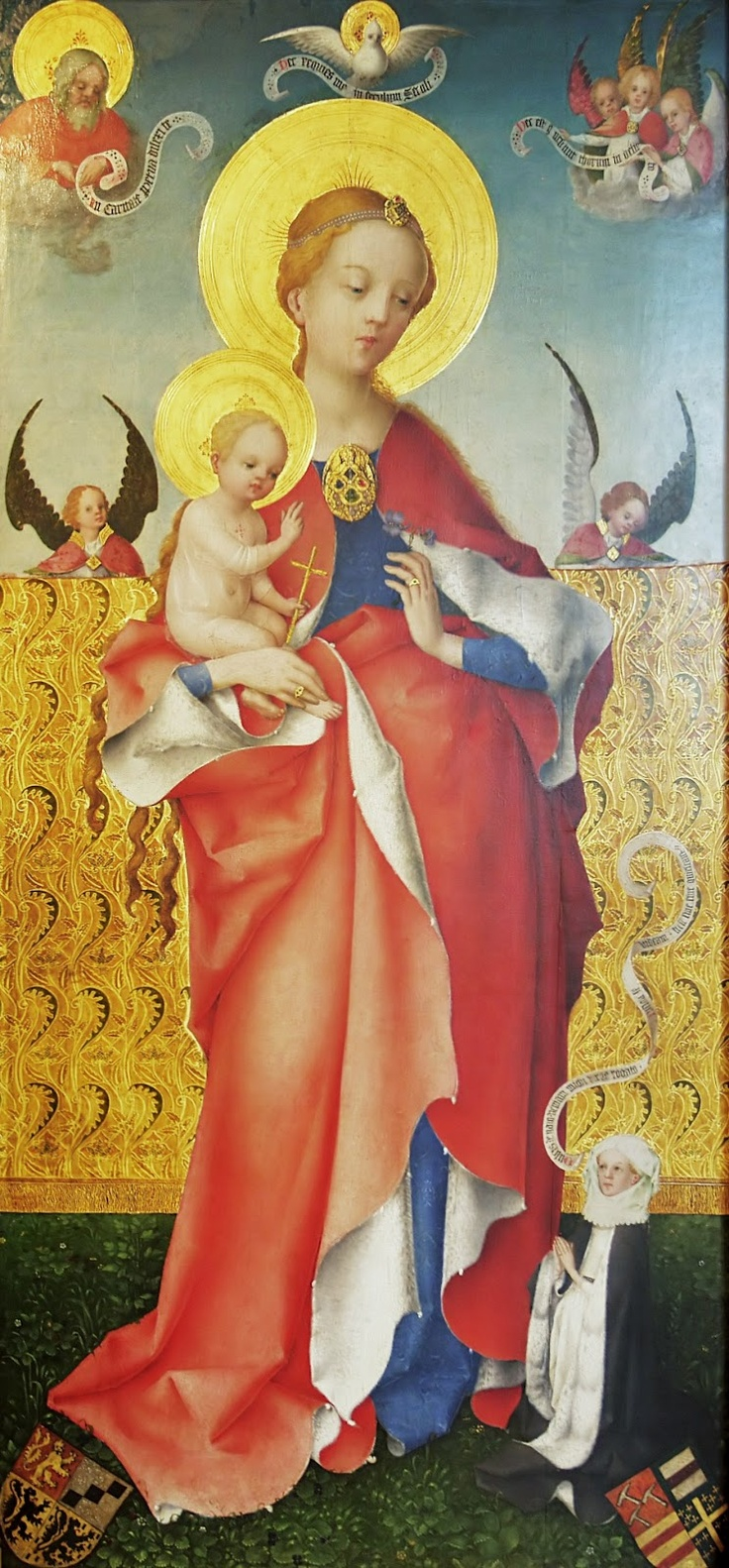
De Madonna met het viooltje, ca. 1443, Kolumba, Keulen

Stefan Lochner werd naar alle waarschijnlijkheid omstreeks het jaar 1410 geboren in het plaatsje Meersburg am Bodensee. Hij zou zijn opleiding voor een deel hebben gekregen in de Zuidelijke Nederlanden bij Robert Campin. Zijn basisopleiding zou hij weliswaar gekregen hebben bij schildersateliers aan de Bodensee en aan de Oberrhein, maar daar is in de aan hem toegeschreven werken geen spoor meer van terug te vinden. Dat hij volledig opgeleid in Keulen aankwam blijkt uit zijn techniek. Zijn sterk uitgewerkte ondertekening met opgave van de te gebruiken kleuren, kwam niet voor bij meesters die in Keulen werkzaam waren voor Lochner zijn tijd.
Zijn afkomst uit de streek rond de Bodensee en zijn opleiding daar worden verworpen door Brigitte Corley, precies op basis van het feit dat in de aan deze Bodensee-Lochner toegeschreven werken geen enkele verwijzing naar de stijl en schildertechniek van die streek kan teruggevonden worden, wat, gezien de manier van opleiden in de middeleeuwen vrijwel onmogelijk zou zijn. Ook de opleiding bij Campin betwijfelt zij, omdat het werk, de H. Hiëronymus, bewaard in het North Carolina Museum of Art in Raleigh (North Carolina), dat de stijlverwantschap tussen Campin en Lochner duidelijk illustreert ondertussen is afgevoerd als het vroegste van Lochner (ca. 1435) op basis van de ontstaansdatum van 1440 en van het feit dat de techniek en stijl gebruikt in de ondertekening totaal ongerelateerd zijn aan de manier van werken van Lochner.
Hij zou zich in Keulen gevestigd hebben tegen het einde van de jaren 1430, waar hij als eerste opdracht een altaarstuk, ‘‘Het laatste oordeel’‘, maakte voor de Sint-Laurentiuskerk. In de late jaren 1430 was hij waarschijnlijk voor een poos terug in Vlaanderen, waar hij kennis maakte met het werk van Jan van Eyck. De invloed daarvan kan men zien in de ‘‘Madonna met het viooltje’‘ van ca. 1443.
In 1442 kocht hij het huis ‘‘Roggendorp’‘ en in 1444 nog twee andere huizen en ging daarvoor een lening aan. Hij was toen al getrouwd met een zekere Lysbeth, van wie verder niets bekend is. In 1447 kreeg hij het burgerschap en werd hij verkozen tot lid van de gemeenteraad. Hij moet dus vanaf 1437 in Keulen gewoond hebben aangezien men 10 jaar in de stad moest wonen en werken vooraleer het burgerschap te kunnen verwerven. Een tweede verkiezing volgde in 1450, maar in 1448 had hij ook een tweede lening aangegaan en zou vanaf dan meer en meer in financiële moeilijkheden geraakt zijn. Hieruit leidt men af dat zijn grotere werken waarschijnlijk voor 1447 gemaakt werden.  Hij stierf waarschijnlijk aan de pest die in 1451 in Keulen woedde.

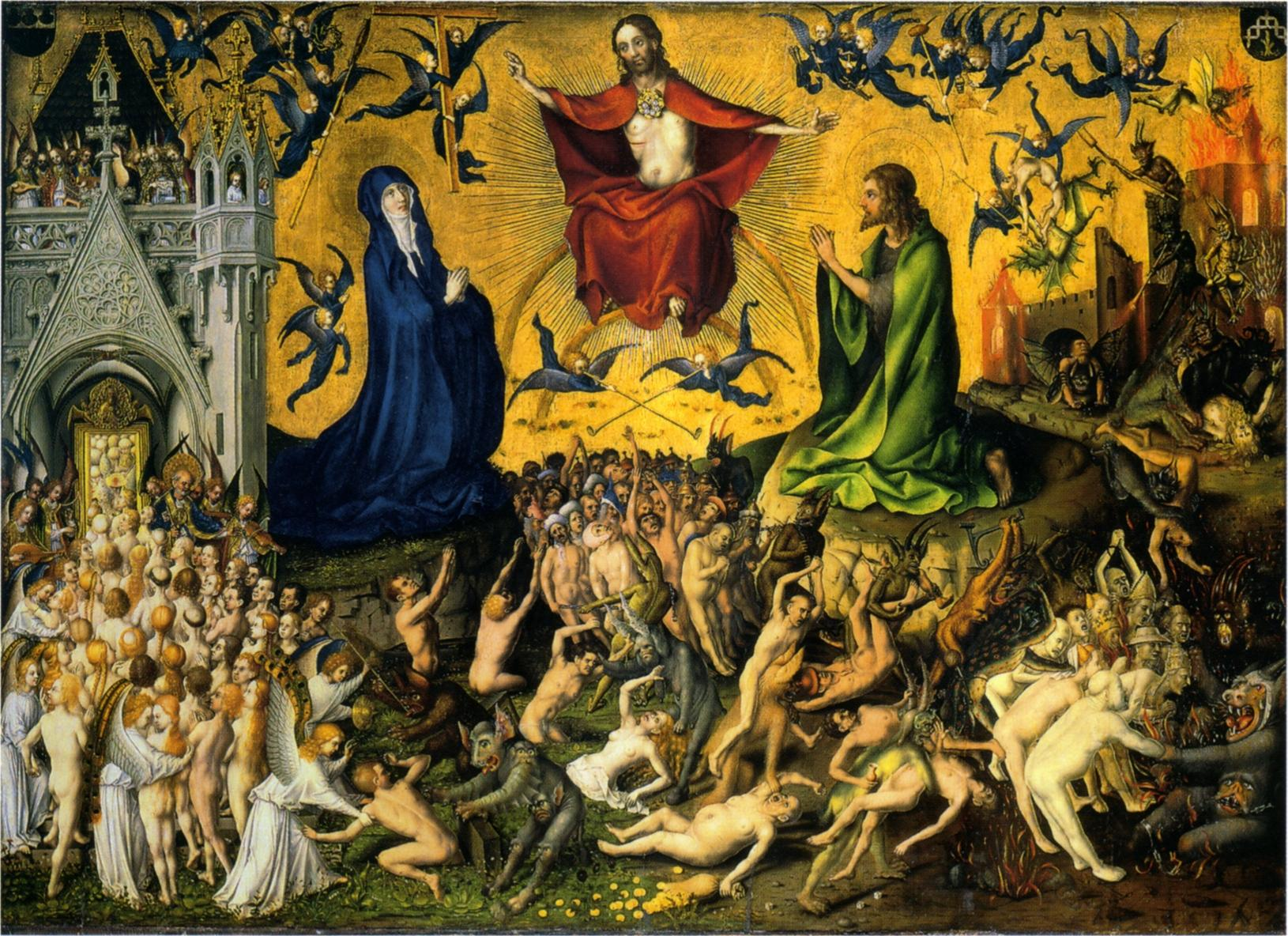
Laatste oordeel, 1435, Wallraf-Richartz-Museum, Keulen

## Identificering
Zijn identificering danken we aan een reisverslag van Albrecht Dürer, die schreef dat hij bij zijn oponthoud in Keulen in oktober 1520 een keer drie en dan nog twee pfenningen had betaald om een vleugelaltaar te openen van ‘‘Meister Steffan zu Cöln’‘. Dürer gaf geen detail over het werk dat hij bekeek en evenmin over de plaats waar het werk zich bevond. Die notitie van Dürer werd dan in 1823 door Johann Jacob Boehmer in verband gebracht met het schilderij van de ‘‘Aanbidding der wijzen‘‘ dat volgens hem aangewezen was om door Dürer bewonderd te worden. Op basis hiervan ging men in 1852 zoeken naar een meester Stefan die in de periode dat het schilderij gemaakt werd in Keulen woonde en werkte en er bleek maar een Stefan te vinden te zijn in de Keulse stadsrekeningen die aan de criteria beantwoordde, namelijk Stefan Lochner. Er is dus, hoewel deze hypothese door de meeste kunsthistorici aanvaard wordt, geen enkel documentair bewijs dat deze veronderstelling correct is en het blijft goed mogelijk dat Meister Steffan zu Cöln niet de meester was die het ‘‘Dombild’‘ schilderde en dat het ‘‘Dombild’‘ niet het schilderij was dat Dürer bewonderde.

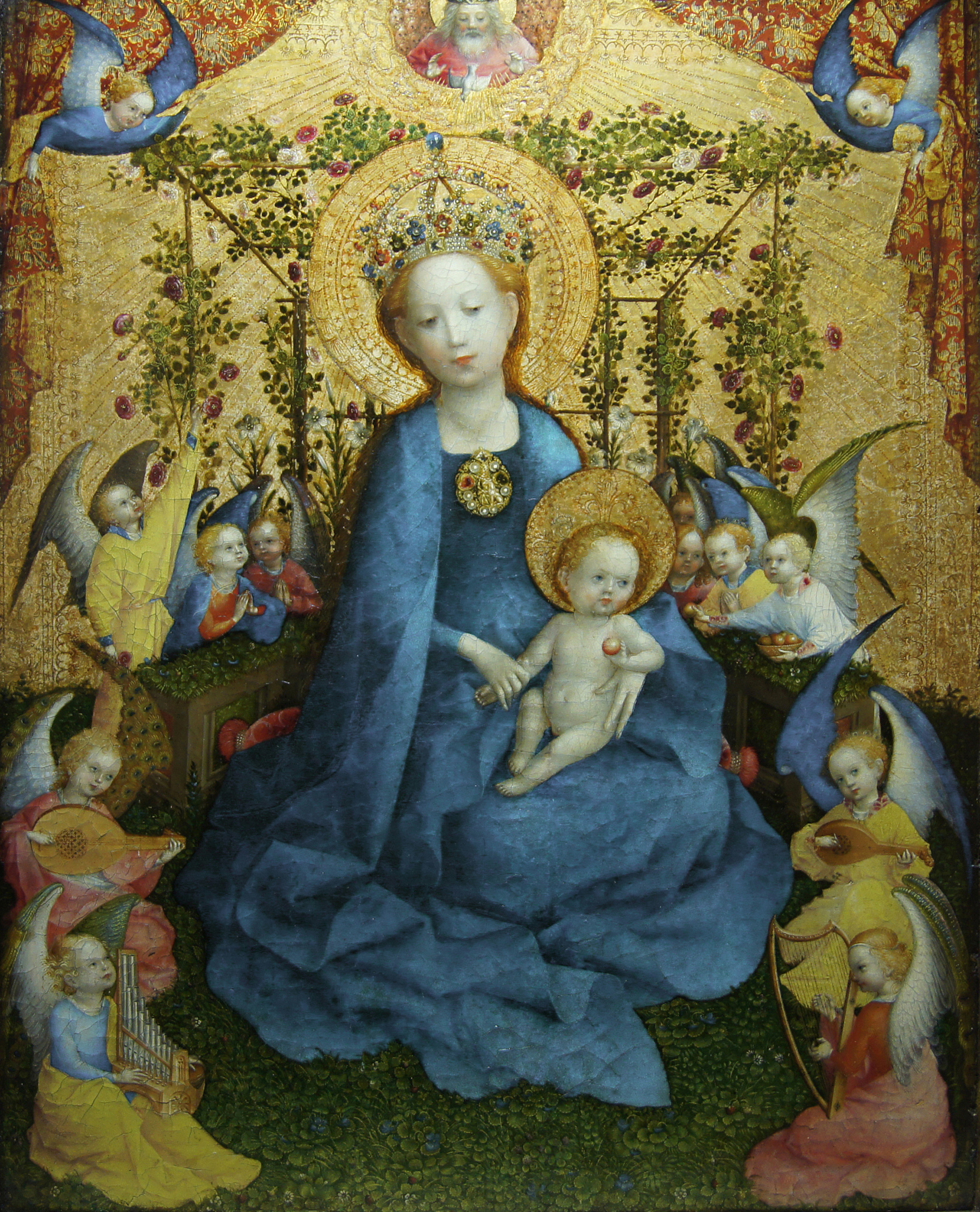
Madonna in de rozenhaag, Wallraf-Richartz-Museum, Keulen

## Werken
Lochner was de belangrijkste schilder uit de Keulse school tussen 1435 en 1451, met naast hem de Meester van het Heisterbach altaar, waarvan men denkt dat hij een leerling of een leermeester van Lochner geweest is, of misschien Lochner zelf. Hij liet geen gesigneerde werken na, twee van zijn werken zijn wel gedateerd namelijk de ‘‘Geboorte’‘ (1445) in de Alte Pinakothek in München en de ‘‘Presentatie in de tempel’‘ (1447) in de Gulbenkian Foundation in Lissabon. 
Het enige werk dat met enige zekerheid aan Lochner kan toegeschreven worden is het Driekoningenaltaar (ca. 1445) nu in de Keulse Dom maar dat oorspronkelijk gemaakt werd voor de raadskapel van de Keulse stadsraad. Dit werk wordt dikwijls de ‘‘Tripttiek van de patroonheiligen van de stad’‘ genoemd omdat op de zijpanelen afbeeldingen van de heilige Ursula en de heilige Gereon werden geschilderd en op het middenpaneel de ‘‘Drie wijzen‘‘ en dat zijn effectief de patroonheiligen van de stad. Sedert het schilderij in 1810 werd ondergebracht in de Keulse dom, noemt men het dikwijls het ‘‘Dombild’‘. 
Een ander bekend werk werd eerder al vernoemd namelijk ‘‘Het laatste oordeel’‘ dat tot stand kwam omstreeks 1435 en waarvan het middenpaneel nu bewaard wordt in het Wallraf-Richartz-Museum in Keulen. De zijvleugels werden verzaagd tot twaalf individuele panelen die zich in verschillende musea bevinden: het Wallraf-Richartz-Museum, de Alte Pinakothek in München en het Städel Museum in Frankfurt am Main. 
De ‘‘Madonna in de rozenhaag’‘ is een ander bekend werk dat aan Lochner wordt toegeschreven en dikwijls als zijn mooiste werk wordt bestempeld. Men noemt het ook wel eens de Mona Lisa van Keulen. Het wordt nu bewaard in het Wallraf-Richartz-Museum. Zie de website van het museum op Web-links voor een film die de manier waarop het werk gemaakt werd illustreert.
Een reeks andere werken wordt wel aan Lochner toegeschreven, maar dat is steeds op basis van stijlverwantschap met het hierboven genoemde ‘‘Dombild’‘.

## Boekverluchting

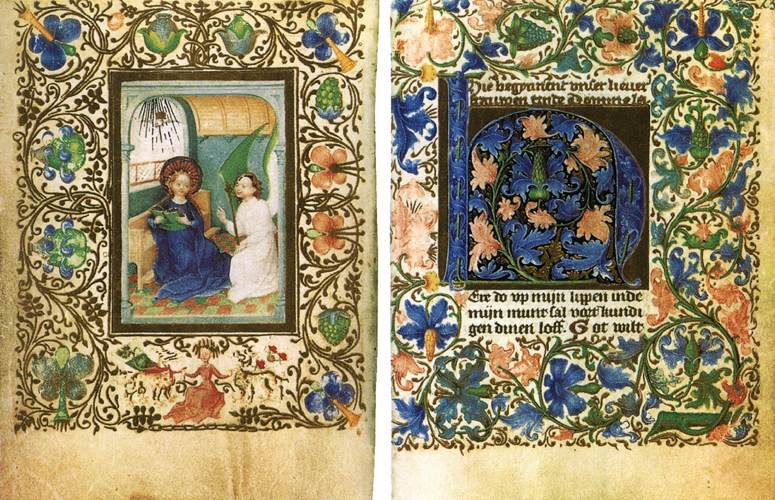
Darmstadt gebedenboek, Annunciatie

Lochner wordt genoemd als de auteur van de verluchting van enkele getijdenboeken die nu worden bewaard in Darmstadt, Berlijn en Anholt. Het bekendste daarvan is het Gebedenboek van Stefan Lochner, nu bewaard in de Universitäts- und Landesbibliothek Darmstadt. De andere bevinden zich in het Kupferstichkabinett in Berlijn en het derde, het Gebedenboek van Anholt, is sinds een tentoonstelling in 1936 verdwenen. Het zijn alle drie zeer kleine werken (respectievelijk 93 x 70 mm, 107 x 80 mm en 90 x 80 mm), en zeer gelijkaardig in lay-out en versiering. In alle drie werd zeer veel gebruik gemaakt van goud en blauw. De werken werden toegeschreven aan Lochner en zijn atelier op stijlkenmerken zoals de vrome intimiteit en zachte en elegante figuren. De thema’s van de miniaturen zijn vrij gelijkaardig met de aan Lochner toegeschreven schilderwerken. Het Darmstadt getijdenboek is geschreven in een Keuls vernaculair, de andere in het Latijn.

## Stijlkenmerken
Lochner is een late vertegenwoordiger van de internationale gotiek die hij wel vermengde met het nieuwe naturalisme uit de Zuidelijke Nederlanden. Hij schilderde elegante figuren met lieflijke gezichten gekleed in wijde gewaden met vele gebroken vouwen. Hij gebruikte daarbij een kleurrijk levendig palet en schilderde dikwijls op een gouden achtergrond. Hij gebruikte de Eyckiaanse techniek van verschillende dunne lagen olieverf over elkaar om kleurnuances te realiseren en kon daardoor perfect de diepte van de vouwen in de kleding weergeven. Met zijn gevoelige, zachte devote werken waar nooit geweld of wreedheid aan te pas kwam en die een synthese waren tussen de plaatselijke stijl en smaak en de Vlaamse vernieuwingen kwam hij perfect tegemoet aan de vraag van de gegoede klasse in Keulen.

## Weblinks
- Stefan Lochner overzicht van een aantal werken op de Webgallery of Art.
- Stefan Lochner op de website van het Wallraf-Richarts-Museum.
- Stefan Lochner op Rivage de Bohème.

- Bibliothèque nationale de France: cb11992524k (data)
- Gemeinsame Normdatei: 118728679
- International Standard Name Identifier: 0000 0001 0899 9101
- Library of Congress Control Number: n88629523
- MusicBrainz: 43888112-2842-4124-a3a0-5ebc9073c2c3
- Nationale Bibliotheek van Tsjechië: zcu2016926796
- Nationale Bibliotheek van Israël: 987007436690105171
- Nationale Bibliotheek van Polen: a0000002762311
- Nederlandse Thesaurus van Auteursnamen: 117234605
- RKD-Nederlands Instituut voor Kunstgeschiedenis: 50510
- Istituto Centrale per il Catalogo Unico: RAVV025644
- SNAC: w69p3x0t
- Système universitaire de documentation: 028001877
- Trove: 1080963
- Union List of Artist Names: 500020599
- Virtual International Authority File: 50254539
- WorldCat: E39PBJy8xKT8PRdcQXVXkpqG73